# ユーロ債
ユーロ債（ユーロさい、Eurobond）とは、
- 狭義では、その債券の表示通貨国以外の国で起債・購買される債券
- 広義では、上記に加え、発行国の通貨建だがオフショア市場で発行された債券を含めたもの

のいずれかを指す。よって、通貨としての「ユーロ建て債券」という意味では無いことに注意されたし。
ユーロ債市場は、短期資本市場としてのユーロダラー市場（1957年スタート）とまとめてユーロ市場と呼ばれる。
ユーロ債市場はシティ・オブ・ロンドンの外債発行市場を圧迫しながら、長期資本市場としてユーロクリア創立にかけて形成された。

## 語の定義
元来、「ユーロ債」はその債券の表示通貨国以外の国で起債・購買される債券を指す語であったが、その後の市場の発展により、オフショア市場での発行であれば、発行国の通貨建であってもユーロ債とみなすようになった。

## 沿革

### フリンジ・バンキング
フリンジ・バンキングとは銀行の「周辺部」(fringe)で行われる取引を指す
投資会社であったSGウォーバーグ（英語: S. G. Warburg & Co.）は1963年以前からスウェーデン・クローネ等の通貨で国際債を発行していた。
1962年からイギリスでアイスランドとベルギーの外債が無記名で発行された。1963年4月に発表され8月から実施された税制改革により、無記名証券の発行が認められた。無記名証券は第二次世界大戦前にも発行されており、その際6％の税金が課されていた。無記名証券発行の税率は、イギリス居住者発行の場合3％、非居住者の場合2％へと引き下げられた。この税制改革がロンドンへユーロ市場をひきつける誘因となった。
1963年に発行されたアウトストラーダ社債がドル建てユーロ債の最初とされる（同社債1500万ドルは7月発行）。アウストラーダ社債の発行幹事は、SGウォーバーグ、ドイツ銀行、ブリュッセル銀行、ロッテルダム銀行だった。
市場形成期にはユーロ債の八割程度が最終的にスイス三大銀行（スイス・ユニオン銀行、クレディ・スイス、スイス銀行コーポレイション）が引きうけ、スイス内外の顧客へ売って消化させたといわれる。スイスに次ぐ販売先はベネルクス三国であった。最終的な買い手は、大陸ヨーロッパの富裕な個人投資家であったり、また機関投資家では、スカンジナビアやギリシャの海運会社、スカンジナビアの保険会社、イスラエルの中央銀行、ロンドンのクラウンエージェント、スイス三大銀行が運営する投資信託などである。1964年には国連の年金基金がニューヨークの信託会社のロンドン支店を受託者としてユーロ債へ投資していた。
ユーロ債はセカンダリー・バンキングに使われていたのである。1968年、マニュファクチャラーズ・ハノーヴァー（英語: Manufacturers Hanover Corporation）のミノス（Minos Zombanakis）が、社長から500万ポンドをもらって、LIBORを売り込むために子会社としてのマーチャント・バンク（Manufacturers Hanover Ltd）をロンドンに設けた。同年1月アメリカは直接投資規制を実施したので、米系多国籍企業は海外での資金調達を余儀なくされた。1960年代後半から70年代初頭、米銀の海外支店網の整備が急速に進んでいった。彼らがシティに代わってオイルショックの金融を担った。

### 変動利付ユーロ債
1970年代から80年代初頭にかけてはユーロ・シンジケート・ローンが隆盛した。ユーロ市場の統合がすすみ、短期資金（オイルマネーやコールマネー等）が（LIBORなどによって）ロールオーバーされ、そのまま中・長期貸付に「転態」されていたのである。この変動利付債（FRN）こそが、セカンダリー・バンキングの主力商品だった。1974年、フランクリン・ナショナル）の為替差損が表面化したり、ヘルシュタット銀行）が破産したりして、コールマネーをあてにできなくなった。そこで1月から自主規制（Voluntary Foreign Credit Restraint）を撤廃していた米銀が資金を供給した。
FRN は、1975年BNPが6年物5000万ドルを発行したのを皮切りに、フランスの銀行やイギリスの手形交換所加盟銀行も発行するようになった。南米で債務危機がおこると、FRN保有に占める銀行の割合が八割を超えたと推計されている。1982-3年第一四半期までは、信用力の高い欧州形の銀行が固定金利債を発行してそれを変動金利支払にスワップし、反対側ではBaa格程度の米企業が変動金利債を発行してそれを固定金利支払にスワップするという簿外取引が目立って行われた。この取引は固定金利相場と変動金利市場における信用評価のばらつきを利用して、互いに調達コストを下げる手段であった。しかし銀行による発行があまりに多額にのぼったため、固定金利債の市場では銀行発行物が飽和して、信用力の低い企業の固定金利債に対するプレミアムが縮小した。スワップはALM目的で利用されるようになった。それができるようになったのは、銀行や投資銀行がマーケットメイクをするようになったからであった（シティコープだけで全スワップの1/4弱）。
シンジケート・ローンの常連参加者は、ランベール銀行、バンク・プリヴェー（La Banque Privée）、ロチルド銀行（現バークレイズ）、N・M・ロスチャイルド&サンズ、ピアソン（（英語版）Heldring & Pierson）の、いわゆる「五本の矢（Five Arrows Group）」であった。この当時、バーナード・コーンフェルドが設立した、Investors Overseas Service（IOS）（※ファンド・オブ・ファンズの一つ）はユーロ債の主要な購入者であった。
1980年代、機関投資家は一気に多様化して、豊富な裁定機会をユーロ債市場へ提供した。シンジケート・ローンは証券化されるたびにバリエーションが広がった。固定債だけでも種類は多く、ストレート・ボンド、ワラント債、二重通貨建債（利払通貨と元本償還通貨が異なる）、特定指数連動型（index bond）などがある。

## 非居住者ユーロ円債
ユーロ円債が自由化されていく発端は、1980年の（外資法廃止をともなう）改正外為法の成立である。1985年9月のプラザ合意を経てから本格化していく。2年後のブラック・マンデーを契機としては、各国の対米投資とアメリカの経常収支赤字が世界信用を膨張・収縮させていることが問題となった。日本から見た一連の外圧は、ドル放出と日本円取得を企図している。アメリカの立場だけを考えれば、その目的は経常収支の改善にあった。しかしユーロ市場の機関投資家は、直接または間接にユーロ円債を発行して、その調達した資金を日本株に投下したかったのである。オーバーローンで系列化していた日本経済を機関化するべく、政治・経済の両面から迫っていった。非居住者ユーロ円債は円建て外債と日本円を取り合う関係にあることも憂慮されて、日本の系列経済としては自由化したくなかった。しかし結果的に押し切られていった。

### 発行ガイドライン緩和
1984年5月の日米円・ドル委員会報告書で、以下の非居住者ユーロ円債発行ガイドライン緩和が発表された（12月実施）。
- 国際機関・外国政府に加え、外国の州・地方政府、政府機関、民間企業も発行できるようにする。
- 適債基準について、公共債はAAA格からA格以上に緩和すること。

民間債はA 格以上かつ円建外債（民間債）適債基準を満たすものが発行可能となること。
- 従来年間の発行件数は6-7件とされていたが、今後は発行件数および1件当たりの発行額について無制限とすること。
- 従来ユーロ円債の主幹事は本邦証券会社に限られていたが、これを外国業者にも開放すること。[14]

1986年4月には民間債の適債基準を全面的に格付制度に移行し、公共債と同様にA格以上のものは無条件で発行が認められた。合衆国の格付け制度は投資顧問会社が実務を掌握していた。1992年3月には世銀のグローバルボンドを還流制限の適用除外とし、内外同時募集を可能とした。翌年7月には格付を取得しない場合でも発行を認めることとし、ここで非居住者ユーロ円債の適債基準は撤廃された。1995年8月、非居住者ユーロ円債の還流制限が全廃された。
還流制限とは、ユーロ円債を日本の投資家に販売することの禁止措置であった。

### 事後報告制と結果
旧外為法上（法第21条第1項第2号）、かつて非居住者ユーロ円債の発行は大蔵大臣の許可を必要としていた。1995年月より、有効期間1年間の包括許可制度が導入され、一度許可を受ければその後一年間は事後報告のみで証券を発行できるようになった。1998年4月1日から施行された改正外為法により、許可制度は廃止されて事後報告制となった。
膨大な非居住者ユーロ円債を日本の機関投資家も消化することになり、巨額の外貨準備と動かざる円高を生じた。
1993年に5.1兆円だった発行高は急上昇した。1993年9月には、天安門事件後の中国政府財政部が300億円のユーロ円債を発行し、国際金融市場に復帰を果した。その後、中国は会社法と証取法を制定し、外貨を吸って香港ごと機関化した。
翌1994年になると、1月よりソブリンもの（外国政府、国際機関等）が発行したユーロ円債につき、90日間の還流制限が撤廃となったので、2024件10兆1,942億円の発行となった｡1995年、8月のソブリンもの以外の還流制限撤廃というプラス要因が働いて2,509件、10兆8,845億円と引き続き高水準の発行状況となった。1996年は、4777件、12兆9,099億円の発行となった。件数の増加はMTNプログラムを利用した小型の起債が多かったためである。金額の増加はBIS規制対策のために邦銀などの現地法人や海外のSPCを利用した大口の発行がみられたこと等による。1997年は9月に695件、2兆5,704億円と1カ月の発行で過去最高を記録し、年間では6074件、17兆8,726億円と年間の記録を更新した。1998年は3264件、12兆3,286億円。翌1999年は3,963件、13兆9,182億円。2000年は4165件、16兆7,719億円。2001年は5201件、17兆2,567億円に達した。

## 引受と主幹事
ユーロ債の引受（bookrunner）と主幹事（lead manager）は、日本経済の機関化により交代していった。
表中のCSFBは、クレディ・スイス・ファースト・ボストンの略。
|                    | 1985                                     | 1989                        | 1994                              |
| ------------------ | ---------------------------------------- | --------------------------- | --------------------------------- |
| 1位                | CSFB（14.00）                            | 野村証券（15.1）            | メリルリンチ（8.0）               |
| 2位                | メリルリンチ（6.16）                     | 大和証券（7.8）             | CSFB（6.4）                       |
| 3位                | モルガン・ギャランティ・トラスト（5.89） | 山一証券（7.8）             | ゴールドマン・サックス（5.5）     |
| 4位                | ソロモン・ブラザーズ（5.88）             | 日興証券（7.3）             | 野村インターナショナル（5.0）     |
| 5位                | モルガン・スタンレー（5.13）             | ドイツ銀行（4.6）           | スイス銀行コーポレイション（4.9） |
| 6位                | ドイツ銀行（4.43）                       | CSFB（4.2）                 | リーマン・ブラザーズ（4.0）       |
| 7位                | ゴールドマン・サックス（4.06）           | JPモルガン（3.7）           | モルガン・スタンレー（3.9）       |
| 8位                | 野村証券（3.81）                         | メリルリンチ（3.4）         | JPモルガン（3.9）                 |
| 9位                | UBS（2.80）                              | モルガン・スタンレー（3.1） | スイス・ユニオン（3.9）           |
| 10位               | パリバ（2.53）                           | パリバ（2.9）               | 大和ヨーロッパ（3.5）             |
| 1-10位のシェア合計 | 54.7                                     | 60.5                        | 49.4                              |

|      | 1989                                         | 1995                           |
| ---- | -------------------------------------------- | ------------------------------ |
| 1位  | シティコープ（97.6）                         | ケミカルバンク（209.9）        |
| 2位  | マニュファクチャラーズ・ハノーヴァー（81.3） | JPモルガン（128.6）            |
| 3位  | バンク・オブ・アメリカ（77.5）               | シティコープ（116.5）          |
| 4位  | チェース・マンハッタン（76.0）               | チェース・マンハッタン（62.4） |
| 5位  | 第一勧業銀行（73.5）                         | CSFB（45.9）                   |
| 6位  | 日本長期信用銀行（67.4）                     | バンク・オブ・アメリカ（42.2） |
| 7位  | 住友銀行（63.3）                             | ネーションズバンク（38.9）     |
| 8位  | バンカース・トラスト（60.4）                 | UBS（31.1）                    |
| 9位  | スコシアバンク（59.3）                       | ファースト・シカゴ（25.0）     |
| 10位 | 富士銀行（55.9）                             | バンカース・トラスト（24.8）   |

## マクロ経済を牽引
1994年11月、チェコがユーロ債を初めて発行した。1996年4月にポーランド・ラトビア・リトアニアがつづいた。1999年2月、エストニアも発行した。同年、ハンガリーが10年の長期ユーロ債を発行した。2000年初めにはポーランドが6億ユーロの、スロバキアが5億ユーロのユーロ債を発行した。1998年から1999年までに、中欧・バルチック諸国の発行したユーロ債の合計額は5-60億USドルにも達して、この水準が2000年に安定した。主要な発行国は、チェコ、ポーランド、ハンガリー、そしてスロバキアであった。これらの国々へは1990年代遅くから直接投資が行われていたが、その一方でユーロ債は間接投資の主役であった。
ユーロ債が中欧に発行国を得た時期、ボスニア・ヘルツェゴビナ紛争が起きていた。ユーロ債と直接投資は中欧諸国の政情安定に働いたとみられる。紛争終結後、ポーランド・チェコ・ハンガリーの三カ国はNATOへ新規加盟したのである。
ユーロ債はラテンアメリカを機関化してゆき、1999年末までにブレイディ債（Brady Bonds）からベンチマークの地位を奪った。1999年末時点の世界オフショア市場で、ラテンアメリカ・カリブ諸国債券にブレイディ債が16％を占めたのに対し、ユーロ債は27％もシェアを獲得していた。ユーロ債はロシアとアフリカ諸国にもデフォルトするほど貸し込まれていた。
20世紀末、国際証券市場協会（International Securities Market Association）がニューヨーク銀行のマルチディーラーシステム（Bond-Net, rebranded Coredeal）を使えることになり、ユーロ債市場を電子化していった。
2005年6月、シティグループがユーロ債大量取引による不正操作の疑いでイギリス金融庁から1396万ポンドの制裁金を課された。この大量取引は18秒に普通の一日の量を一気に行ったものであった（ドクター・イーヴル作戦）。
世界金融危機はユーロ債発行市場を直撃した。それまで金利がリーズナブルであったユーロ債は諸国が短期国債を発行する常套手段であったが、ユーロ債の発行額という資金供給量そのものが落ち込むと利率はカントリー・リスクに厳しいものとなった。こうしてユーロ危機が連鎖してしまった。原因をリスクの偏りに求める者が、欧州諸国の財政統合や財政保険を主張した。欧州各国で暴動が起こり、ユーロ市場に対する正当な追及も相次いだので、機関投資家に都合のよい財政統合・財政保険は今のところ実現していない。そこで海外の機関投資家は日本国債へ乗り換えてきた。いわゆるワイヤーハウスは、さらに個人投資家の資産をマネージド・アカウント（MA）という投資一任業務で上場投資信託に投じている。日銀とGPIFもETFを買い支えている。
日本経済はユーロ債によって機関化されたが、しかし決して金融の民主化を意味しない。それは欧州経済も同様である。マリオ・ドラギがユーロ危機を収束した方法は（Outright Monetary Transactions）、財政に干渉させるなら償還までの期間が1-3年の国債を買ってやるというパフォーマンスであった。買入れ対象となっている国債は期間設定によりユーロ債となりやすかった。融資条件の財政干渉（macroeconomic adjustment programme）は労働市場等に過酷であった。潮が引くように借り手が去ってゆき、欧州中央銀行は1ユーロも出さずに各国へ自力で財政を再建するよう突き放すことに成功した。もちろん機関化するのである。財政干渉の監督者である欧州安定メカニズム（European Stability Mechanism）は、その発行債券を機関投資家に買わせる仕組みである。欧州金融安定ファシリティも同様のシャドー・バンキング・システムである。2013年6月までに、欧州安定メカニズムはスペインへ1000億ユーロ、欧州金融安定ファシリティはギリシャへ1446億ユーロを貸し付けた（LTRO2, etc.）。こうして弱者に税負担を課し、レポ取引の担保となる国債価格を支え、シャドー・バンキング・システムを延命させたのである。
ユーロ債は2014年ウクライナ騒乱でEU派を形成した。ウラジーミル・プーチンがヴィクトル・ヤヌコーヴィチと会見して、将来数年間に発行するユーロ債を買ってやると申し入れたところで、ウクライナ経済には焼け石に水だった（17 December 2013 Ukrainian–Russian action plan）。ウクライナはチェルノブイリ原子力発電所事故からユーロ債漬けだった。2015年1月14日欧州司法裁判所が、欧州中央銀行による直接支援がないことを条件にOMTを合法と判断した。同年3月、欧州中央銀行は条件にかかわらず量的緩和をスタートした（2017年8月で累計2兆3000億ユーロ）。2016年、イギリスの欧州連合離脱が決まった。

## アフリカでの発行状況
マグリブ諸国と南アフリカ共和国は20世紀から直接投資の収益性を保っているので、ユーロ債発行に頼った例を見出すのは困難である。ただし、これらの国々へ直接投資をしている多国籍企業はセカンダリー・バンキング以来の縁を切れないであろう。
2013年、ユーロ債によるアフリカへの純資本流入額は100億ドルと指摘された。
表中、発行額単位は100万USドル。2014年の発行ペース（1ヵ年だけで70億ドル）に驚いた国際通貨基金は警告を発した。
| 国名             | 発行年 | 発行額 | 年利（％） | 格付け |
| ---------------- | ------ | ------ | ---------- | ------ |
| ルワンダ         | 2013   | 400    | 6.88       | B      |
| ガーナ           | 2007   | 750    | 8.50       | B+     |
| 同上             | 2013   | 750    | 8.00       | B      |
| 同上             | 2014   | 1000   | 8.13       | B      |
| 同上             | 2015   | 1000   | 10.75      | B      |
| セネガル         | 2009   | 200    | 9.25       | B      |
| 同上             | 2011   | 500    | 9.13       | B1     |
| 同上             | 2014   | 500    | 6.25       | B2     |
| ナイジェリア     | 2011   | 500    | 7.00       | BB     |
| 同上             | 2013   | 500    | 5.375      | BB-    |
| 同上             | 2013   | 500    | 6.63       | BB-    |
| コートジボワール | 2010   | 2300   | 10.18      | -      |
| 同上             | 2014   | 750    | 5.63       | B      |
| 同上             | 2015   | 1000   | 6.63       | B      |
| ケニア           | 2014   | 500    | 5.875      | B+     |
| 同上             | 2014   | 1500   | 6.88       | B+     |
| ザンビア         | 2012   | 750    | 5.63       | B+     |
| 同上             | 2015   | 1250   | 9.38       | B      |
| ガボン           | 2007   | 1000   | 8.20       | BB-    |
| 同上             | 2013   | 1500   | 6.38       | BB-    |
| 同上             | 2015   | 500    | 6.95       | B+     |

2017年7月にモスル陥落、ISILが弱体化すると、エジプトでユーロ債発行が再開された。

## 保有割合
|                                    | 1987  | 1992  | 1997  | 2002  |
| ---------------------------------- | ----- | ----- | ----- | ----- |
| Institutional investors (Domestic) | 3.5   | 5.74  | 5.07  | 8.01  |
| Institutional investors (Foreign)  | 3.62  | 4.45  | 6.83  | 6.66  |
| Stable share holders               | 30.54 | 30.34 | 27.61 | 16.67 |
| Employee-owners                    | 0.84  | 0.90  | 1.16  | 1.53  |
| Sample size                        | 977   | 1079  | 1164  | 1369  |